# Здание Министерства сельского хозяйства Казахской ССР
Здание Министерства сельского хозяйства Казахской ССР — здание в Алма-Ате, входившее в ансамблевый комплекс Площади трёх наркоматов.

## История
После переноса столицы Казахской ССР из Кызыл-Орды в Алма-Ату, возникла необходимость строительства нового административного центра. Главной магистралью стал проспект Сталина (ныне проспект Абылай хана), вдоль которого были размещены ключевые здания. Знаковым местом стала Площадь трёх наркоматов, на которой разместились Наркомат совхозов, Наркомат здравоохранения и Наркомат пищевой промышленности. Строительство осуществлялось с 1935 по 1938 годы.
Проектирование здания осуществлялось в «Казгоспроекте», а строительством всего комплекса зданий занималось предприятие «Алмаатастрой». Архитектором здания Наркомата совхозов стал Г.П. Кушнаренко.
В 1947 году рядом со зданием был  установлен памятник дважды Герою Советского Союза С. Луганскому (скульптор Б. Павлов, архитектор И. Белоцерковский).
После переноса столицы независимого Казахстана из Алма-Аты в Астану, в 1997 году, в здании разместилась первая штаб-квартира партии «Нур Отан».

## Архитектура
Здание наркомата было построено в классицистических стилевых характеристиках и является важным градообразующим элементом советского периода Алма-Аты. Трёхэтажный, «Г»-образный в плане, объём здания на высоком цоколе построен в переработанных традициях классицизма. Главный вход акцентирован угловым портиком, который поддерживают пилоны на базах с капителями коринфского ордера, и широкой лестницей, облицованной гранитными плитами. Над портиком устроен высокий парапет. В основе композиции фасада – напряжённый ритм пилястров с коринфскими капителями в межоконных простенках. По периметру здания проходит массивный карниз, декорированный сухариками.

## Статус памятника
10 ноября 2010 года был утверждён новый Государственный список памятников истории и культуры местного значения города Алматы, одновременно с которым все предыдущие решения по этому поводу были признаны утратившими силу. В этом Постановлении был сохранён статус памятника местного значения здания Министерства сельского хозяйства. Границы охранных зон были утверждены в 2014 году.